# Bainbridge Dolphin
Bainbridge Research и Development Dolphin је био професионални рачунар фирме Bainbridge Research и Development, Inc. који је почео да се производи у Сједињеним Америчким Државама од 1975. године.
RAM меморија рачунара је имала капацитет од 480 бајтова. 

## Детаљни подаци
Детаљнији подаци о рачунару Dolphin су дати у табели испод.
|                       |                                                                                |
| [ 1 ]                 |                                                                                |
| Произвођач            |                                                                                |
| Тип                   | професионални рачунар                                                          |
| Меморија              | 480 бајтова                                                                    |
| Поријекло             | Сједињене Америчке Државе                                                      |
| Година                | 1975                                                                           |
| Тастатура             | тастатура стила писаће машине са нумеричком тастатуром и функцијским тастерима |
| Процесор              | непознато                                                                      |
| Фреквенција процесора | непознато                                                                      |
| RAM                   | 480 бајтова                                                                    |
| ROM                   | непознато                                                                      |
| Текст                 | нема показивач                                                                 |
| Графика               |                                                                                |
| Боја                  |                                                                                |
| Звук                  | 6 канални FM, 8 канални PCM                                                    |
| Димензије             | непознато                                                                      |
| Портови               |                                                                                |
| Оперативни систем     |                                                                                |